# Bàsquet Club Andorra 2015-2016
Questa voce raccoglie le informazioni riguardanti il Bàsquet Club Andorra nelle competizioni ufficiali della stagione 2015-2016.

## Stagione
La stagione 2015-2016 del Bàsquet Club Andorra è la 6ª nel massimo campionato spagnolo di pallacanestro, la Liga ACB.

## Roster
Aggiornato al 15 novembre 2024.
| MoraBanc Andorra 2015-16 | MoraBanc Andorra 2015-16 |
| Giocatori                | Staff tecnico            |
| ------------------------ | ------------------------ |

| N. | Naz.                                          | Ruolo | Nome               | Anno | Alt.   | Peso   |  |
| -- | --------------------------------------------- | ----- | ------------------ | ---- | ------ | ------ |  |
| 5  | Austria (bandiera)                            | P     | Thomas Schreiner   | 1987 | 195 cm | 88 kg  |  |
| 7  | Spagna (bandiera)                             | P     | Víctor Sada (C)    | 1984 | 193 cm | 90 kg  |  |
| 8  | Spagna (bandiera)                             | AP    | Nil Brià           | 1997 | 195 cm |        |  |
| 8  | Andorra (bandiera) · Spagna (bandiera)        | AG    | Hugo Bartolomé     | 1998 | 201 cm | 80 kg  |  |
| 9  | Spagna (bandiera)                             | AP    | Sergi Pino         | 1987 | 197 cm | 88 kg  |  |
| 10 | Regno Unito (bandiera) · Spagna (bandiera)    | AG    | Dan Clark          | 1988 | 210 cm | 110 kg |  |
| 11 | Capo Verde (bandiera) · Portogallo (bandiera) | AP    | Bétinho Gomes      | 1985 | 201 cm | 96 kg  |  |
| 12 | Stati Uniti (bandiera)                        | C     | Shawn Jones        | 1992 | 203 cm | 107 kg |  |
| 14 | Stati Uniti (bandiera)                        | G     | Stephen Holt       | 1991 | 193 cm | 88 kg  |  |
| 15 | Spagna (bandiera)                             | G     | David Navarro      | 1983 | 186 cm | 82 kg  |  |
| 17 | Georgia (bandiera)                            | C     | Giorgi Shermadini  | 1989 | 217 cm | 120 kg |  |
| 18 | Senegal (bandiera) · Spagna (bandiera)        | C     | Waly Niang         | 1996 | 206 cm |        |  |
| 19 | Macedonia del Nord (bandiera)                 | GA    | Vojdan Stojanovski | 1987 | 194 cm | 87 kg  |  |
| 26 | Spagna (bandiera)                             | P     | David Jofresa      | 1995 | 182 cm |        |  |
| 35 | Serbia (bandiera)                             | AG    | Luka Bogdanović    | 1985 | 204 cm | 96 kg  |  |
| -  | Montenegro (bandiera) · Spagna (bandiera)     | C     | Filip Knežević     | 1994 | 205 cm |        |  |

| Allenatore                                                                               |
| - Joan Peñarroya                                                                         |
| Assistente/i                                                                             |
| - David Eudal - Xavier Luque Legenda - (C) Capitano - (IN) Inattivo - Infortunato Roster |

## Mercato

### Sessione estiva
| Acquisti | Acquisti          | Acquisti          | Acquisti   | Acquisti |
| R.a      | Nome              | da                | Modalità   |          |
| -------- | ----------------- | ----------------- | ---------- | -------- |
| P        | David Jofresa     | Villarrobledo     | svincolato |          |
| AP       | Sergi Pino        | Valladolid        | svincolato |          |
| AC       | Dan Clark         | Fuenlabrada       | svincolato |          |
| C        | Waly Niang        | Estudiantes       | svincolato |          |
| C        | Shawn Jones       | S. Falls Skyforce | svincolato |          |
| C        | Giorgi Shermadini | Pall. Cantù       | svincolato |          |

| Cessioni | Cessioni        | Cessioni          | Cessioni       | Cessioni |
| R.       | Nome            | a                 | Modalità       |          |
| -------- | --------------- | ----------------- | -------------- | -------- |
| P        | Guillem Colom   | Peñas Huesca      | fine contratto |          |
| G        | Marc Blanch     | Palencia          | fine contratto |          |
| AG       | Shaun Green     | Abejas Guanajuato | fine contratto |          |
| AC       | Jordi Trias     | Valencia          | fine contratto |          |
| C        | Nathan Jawai    | Perth Wildcats    | fine contratto |          |
| C        | Giōrgos Mpogrīs | Bilbao Berri      | fine contratto |          |

### Dopo l'inizio della stagione
| Acquisti | Acquisti     | Acquisti         | Acquisti         | Acquisti   |
| R.       | Nome         | da               | Data             | Modalità   |
| -------- | ------------ | ---------------- | ---------------- | ---------- |
| G        | Stephen Holt | Melbourne United | 23 febbraio 2016 | svincolato |

| Cessioni | Cessioni | Cessioni | Cessioni | Cessioni |
| R.       | Nome     | a        | Data     | Modalità |
| -------- | -------- | -------- | -------- | -------- |